# Kornhausstraße (Schwäbisch Gmünd)

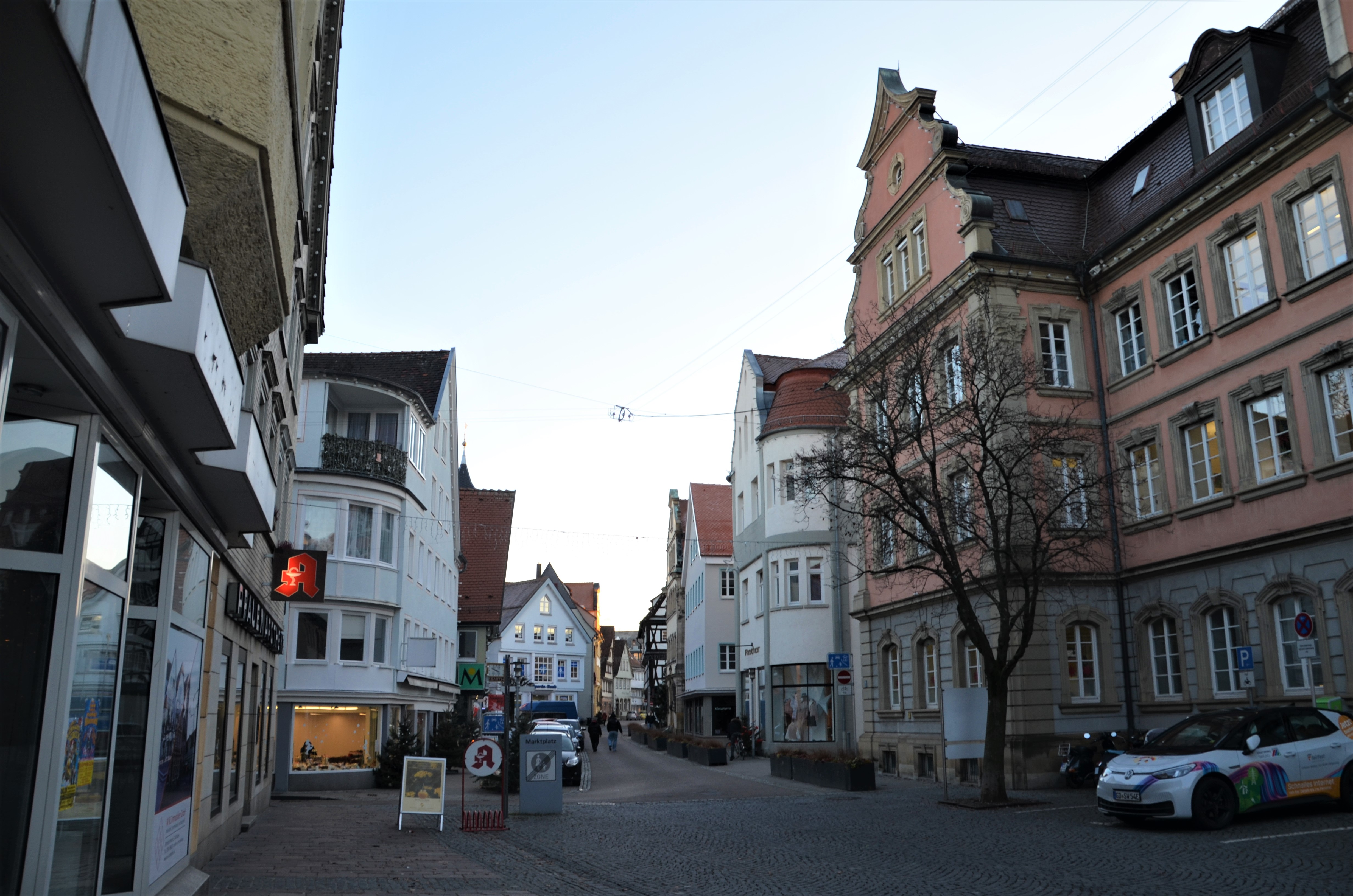
Blick vom Marktplatz in die Kornhausstraße (2021)

Die Kornhausstraße verläuft in Nord-Süd-Richtung durch die Altstadt von Schwäbisch Gmünd. Im Norden mündet sie in den Marktplatz im Süden in die Klösterlestraße. Sie war eine Verkehrsachse zum Waldstettertor und damit zu einem südlichen Stadtausgang. Die Straße ist erst seit 1886 in der vollen Länge nach dem Straßenbild prägenden Kornhaus benannt. Von Bedeutung war die Kornhausstraße auch zur Anbindung der Imhofstraße (Judenhof) und Hochstraße. Die Kornhausstraße folgte dem Verlauf des Tierbachs (auch Tierach). Der überwiegende Teil der Gebäude steht unter Denkmalschutz. Neben Bürgerhäuser des Stadtbaumeisters Johann Michael Keller der Jüngere steht auch einer der ältesten erhaltenen Fachwerkhäuser in der Straße.

## Prägende Bauwerke
| Lage     | Bezeichnung                                                            | Beschreibung | Bild |
| -------- | ---------------------------------------------------------------------- | --- | ---- |
| Standort | Kornhausstraße 1 (Zum Ritter) und 3 (Zum Pfauen)                       | Die beiden Gebäude stehen am Marktplatz gegenüber dem Rathaus. Im Gebäude Kornhausstraße 1 (Zum Ritter) bestehen noch Reste der alten Bausubstanz. Das ehemalige rückwärtige Gebäude, wurde als „Baaderzunfthaus“ bezeichnet, wobei es 1783 eine Scheuer war. Das Gebäude Kornhausstraße 3 (Zum Pfauen) steht an der Ecke zur Rinderbacher Gasse. 1426 wurde das Haus von 53 Gmünder Bürgern erworben, um eine Bürger-Trinkstube einzurichten. Als solche wurde sie 1433 genannt. 1500 wurde eine Ordnung für die Trinkstube der alten Geschlechter, für die Bürger und die ratsfähigen Kaufleute und Handwerker sowie für den Adel der Umgebung erlassen. Aus dieser Trinkstube wurde die „Pfauen-Wirtschaft“. Die Wirtschaft bestand mindestens bis 1727. Heute beherbergt das Haus eine Apotheke (Pfauen-Apotheke). |      |
| Standort | Kornhausstraße 6, 8 (Büchler-Wildanger-Haus), 10 (Büchler-Haus) und 12 | Die Gebäude bilden eine geschlossene Bebauung und stehen zwischen Kornhausstraße und Milchgäßle. Das Gebäude Kornhausstraße 6 ist ein Fachwerkhaus unbekannten Datums. 1865 wurde es aufgestockt, der Ofenstein im Erdgeschoss datiert auf 1789. Das Bürgerhaus Kornhausstraße 8, ein dreigeschossiges, tiefes Mansarddach-Giebelhaus mit profilierter Rokokofassade (Büchler-Wildanger-Haus) wurde 1773 durch den Stadtbaumeister Johann Michael Keller der Jüngere erbaut. Das Portal des Hauses ist gekrönt vom Wappen der Büchler-Wildanger, im Inneren befindet sich ein Treppenhaus im Stil des Rokokos. In den Jahren 2010 und 2011 wurde das Gebäude saniert. Ebenfalls ein Treppenhaus dieser Zeit findet sich im anschließenden Haus Kornhausstraße 10 (Büchler-Haus). Es wurde 1763 für Cassier Johann Büchler erbaut. Die Hauptfassade zeigt heute zum Milchgässle. Dort findet sich auch das Rokokoportal. Die Schaufenster wurden 1954 eingebaut. Im Inneren finden sich heute noch stuckierte Decken. Das Haus Kornhausstraße 12 stammt aus dem 16. oder 17. Jahrhundert und wurde 1864 aufgestockt. Im Inneren besteht ein spätklassizistisches Treppenhaus. |      |
| Standort | Kornhausstraße 9, 11                                                   | Die Gebäude Kornhausstraße 9 und 11 sind zweigeschossige Fachwerkgiebelhäuser, deren Bausubstanz auf das 14. und 15. Jahrhundert zurückgeht. Das Gebäude Nr. 11 verfügt außerdem über einen historischen Keller, der teilweise in den Fels hineingetrieben wurde. |      |
| Standort | Kornhausstraße 14 (Kornhaus)                                           | → Hauptartikel : Kornhaus (Schwäbisch Gmünd) |      |
| Standort | Kornhausstraße 17 (Ziegler-Haus)                                       | Das Gebäude an der Ecke zur Imhofstraße ist ein dreigeschossiger, barocker Putzbau mit Mansarddach. Es wurde in der Zeit zwischen 1750 und 1775 errichtet. Über dem Portal befindet sich ein Wappenkeilstein. Im Jahr 1910 wurde das Mansarddach erneuert. Zwischen 1971 und 1979 wurde das Haus zum Geschäftshaus umgebaut, wobei ein Teil der barocken Ausstattung verloren ging, so auch barocke Ziergitter an den Fenstern im Erdgeschoss. |      |
| Standort | Kornhausstraße 21 (abgegangen)                                         | Das historische Gebäude Kornhausstraße 21 wurde 1991 abgebrochen. Das Haus verfügte über einen romanischen Kern. Die ursprüngliche Substanz stammt aus dem 12. Jahrhundert. Im Übrigen stammte es aus dem 17./18. Jahrhundert. Das Gebäude verfügte über eine üppige Malerei. Der Keller war als weite Steintonne gestaltet. Beim Abbruch wurde ein in den Fels gehauenes Becken entdeckt, welches vermutlich im 19. Jahrhundert verfüllt wurde und das nicht zuletzt aufgrund der Nähe zur Imhofstraße als Mikwe gedeutet wurde. Sie wurde im Rahmen des Abrisses und des darauffolgenden Neubaus, nicht erhalten. |      |

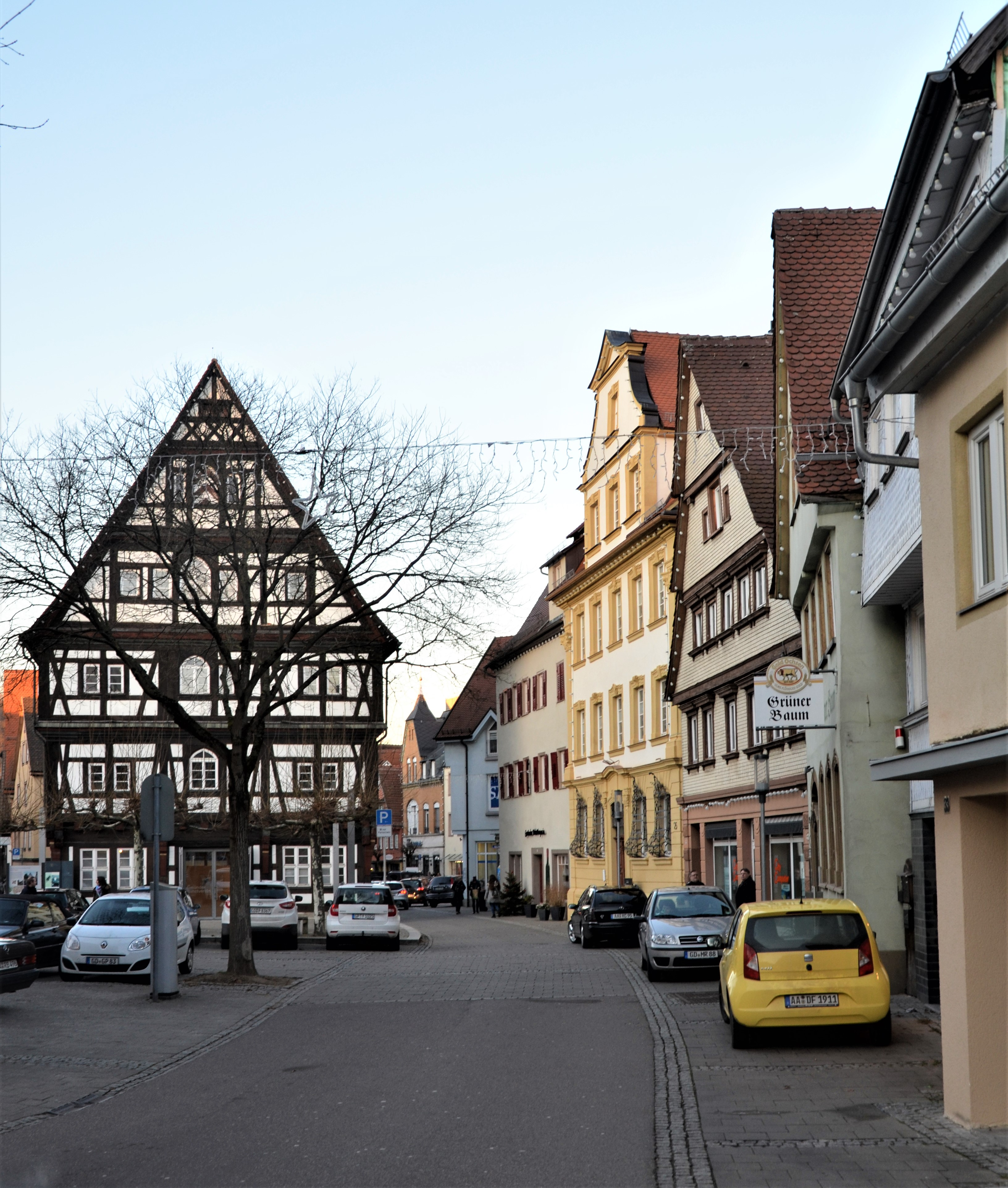
Blick in die südliche Kornhausstraße von der Klösterlestraße (2021)

| Standort | Kornhausstraße 23                                                      | Das Gebäude Kornhausstraße 23 ist ein vorstehendes, Straßenbild prägendes Eckhaus zwischen Kornhaus- und Hochstraße. Das dreigeschossige Steinhaus wurde 1409/1410 gebaut. Das Haus verfügt über einen mittelalterlichen Keller in Form einer Quadertonne, der im 19. Jahrhundert an der westlichen Seite erweitert wurde. Im Erdgeschoss befinden sich zwei Tonnengewölbe in West-Ost-Richtung. Das Erdgeschoss wurde 1856 zu einem Ladenlokal umgebaut. 1676 wurden im Erdgeschoss durch den Restaurator Max Bader Malereireste freigelegt. Das Treppenhaus ist klassizistisch gehalten. Der Dachstuhl stammt von 1409/1410. |      |
| Standort | Kornhausstraße 25 (Wildanger Haus, später Patrizier)                   | Das Haus der Kaufleutefamilie Wildanger wurde 1761 vom Stadtbaumeister Johann Michael Keller der Jüngere errichtet. Es ist ein dreigeschossiger Barockbau mit Ziergiebel, Mansarddach und reicher barocke Gliederung, an der Fassade zur Kornhausstraße. Auch die Ostfassade zur Hochstraße hin ist als Zierfassade gestaltet. Dort bestehen kleine Flügelanbauten. An der Fassade fallen zudem die schmiedeeisernen Zierfensterkörbe im Erdgeschoss auf. Das Haus wurde von 1968 bis 1970 von Josef Baumhauer zum Hotel umgebaut. Das Haus verfügt über einen Steintonnenkeller, im Erdgeschoss bestehen zwei Kreuzgratgewölbe. Außerdem verfügt das Haus über eine barocke Treppenanlage. Das Portal mit Pilaster und Rocaille ist mit einem Wappen gestaltet, dass das Zeichen des Kaufmannstandes zeigt. In den 2010er-Jahren wurde die Fassade saniert. 2020 fand eine Innensanierung statt. |      |
| Standort | Kornhausstraße 27, 29 (Grüner Baum), 31                                | Das Kornhausstraße 27 ist ein zweigeschossiges Fachwerkgiebelhaus, dessen Bausubstanz hauptsächlich aus dem 17. Jahrhundert stammt. Die Fassade zur Kornhausstraße stammt jedoch von 1903. In dieser Zeit wurde auch das Treppenhaus erneuert. Das Gebäude Kornhausstraße 29 (Grüner Baum), stammt aus dem 18. Jahrhundert. Das Portal an der Westfassade, das ein Wappen mit Herz und Baum zeigt, datiert auf 1766. Es war in dieser Zeit im Besitz von Ignaz Dudeum und Maria Herzer. Umbauten erfolgten 1875, 1883 und 1926. Beim letzten Umbau wurde das Dach angehoben, jedoch das Gebälk des 18. Jahrhunderts teilweise wiederverwendet. Es wird als Gasthaus genutzt. Das Gebäude Kornhausstraße 31 ist ein dreigeschossiger Fachwerkbau. Das unscheinbare Haus zählt zu den ältesten Fachwerkhäuser in Schwäbisch Gmünd. Das Gerüst stammt von 1309. Aus dieser Zeit stammen auch Teile des Dachstuhles. Der erste Umbau erfolgte 1368, 1874 wurden die Schaufenster im Erdgeschoss eingebaut. Der Keller besteht als stichbogige Tonne in Ost-West-Richtung. |      |